# Individualbuch

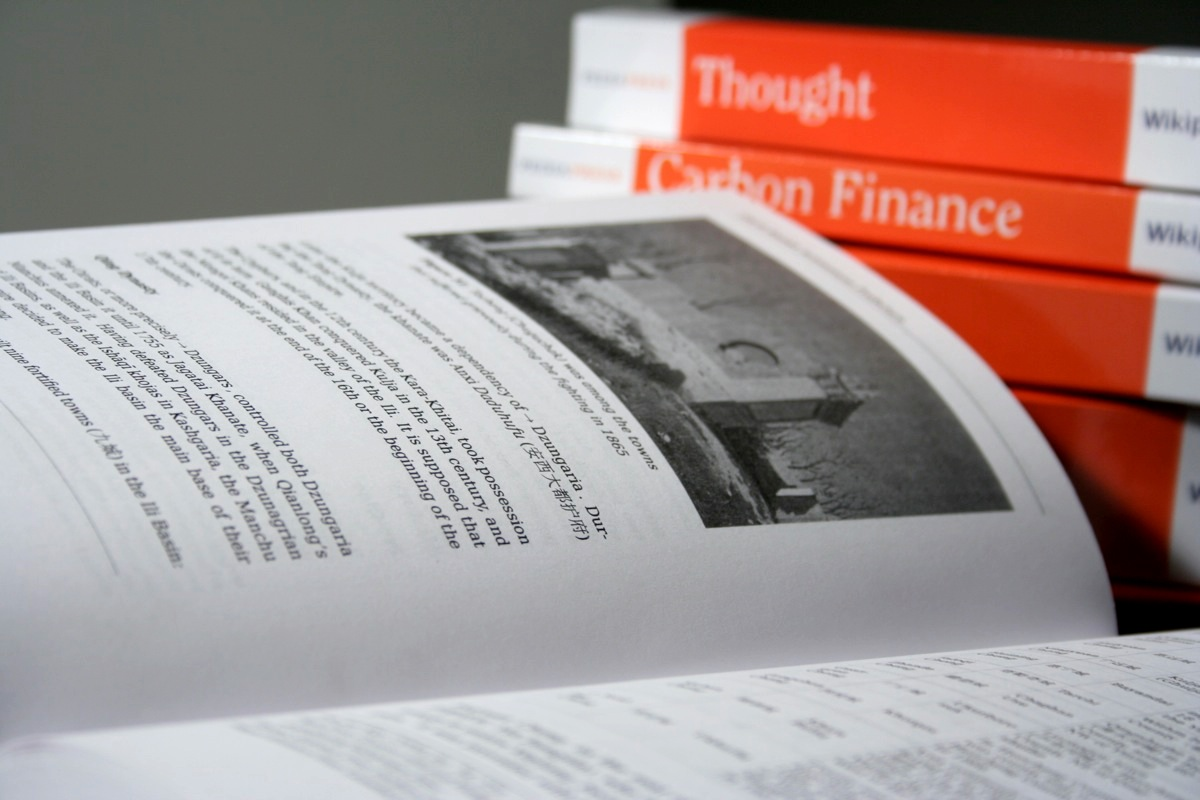
Buchfunktion der Wikipedia als Beispiel eines Individualbuchs.

Unter Individualbuch versteht man ein vom Kunden individuell zusammengestelltes Buch, welches anschließend im Book-on-Demand-Verfahren produziert wird. Kriminalgeschichten oder Kinderbücher, bei denen die Namen der Hauptpersonen angepasst werden können oder Kochbücher, deren Rezepte individuell vom Kunden zusammengestellt werden können, werden als Individualbuch verstanden, ebenso die Buchfunktion von Wikipedia.
Das Konzept wurde erstmals 1999 auf der Frankfurter Buchmesse von IBM vorgestellt.